# Dennis Rawlins
Dennis Rawlins (nascut l'any 1937) és un astrònom i historiador estatunidenc escèptic sobre la història generalment acceptada,
En el seu primer llibre, Peary at the North Pole: fact or fiction? (1973), Rawlins argumenta que Robert Peary mai va arribar al Pol Nord l'any 1909. El seu segon llibre (1993) és l'edició crítica del catàleg de Tycho Brahe de 1004 stels de l'any 1598 en el qual detecta 10 estels falsos. L'any 1976, com l'únic astrònom del Committee for Skeptical Inquiry, va fer recerca sobre l'anomenat "efecte Mart". L'any 1996 va provocar titulars quan la primera plana del New York Times va fer referència al fet que l'any 1926 l'aeroplà de Richard E. Byrd volà cap al Pol Nord i va tornar a 150 milles del Pol.

## Algunes obres
- Rawlins, Dennis. Peary at the North Pole: fact or fiction?.  Washington: Robert B. Luce, 1973. ISBN 0883310422.